# Amadjar
Amadjar — восьмой студийный альбом туарегской группы пустынного блюза Tinariwen, выпущенный 6 сентября 2019 года на лейбле Anti Records/Epitaph Records. Название альбома означает «иностранный путешественник» на языке тамашек. В альбоме приняли участие Нура Минт Сеймали, Мика Нельсон (сын Вилли Нельсона), Кас Маккомбс, Стивен О’Мелли, Уоррен Эллис и Родольф Бургер. Альбом достиг 74 места в чарте альбомов Ultratop в Бельгии и получил положительные отзывы критиков.

## История
В 2018 году Tinariwen завершили международный тур в поддержку своего предыдущего альбома Elwan. Они не смогли вернуться в свой родной район на севере Мали из-за насилия на религиозной почве и угроз со стороны исламистских боевиков. Вместо этого группа отправилась в Марокко и отправилась в многомесячное путешествие по Западной Сахаре и Мавритании, сотрудничая с местными музыкантами на нескольких остановках по пути и сочиняя песни в палатке в пустыне. По прибытии в Нуакшот их приютили мавританская певица/гриот Нура Минт Сеймали и её муж Джейш ульд Чигхали. Альбом был записан на открытом воздухе в районе Нуакшота с использованием мобильного оборудования, а дополнительные записи были сделаны на студиях во Франции и Марокко. The Guardian отметила, что необычное происхождение альбома «помещает слушателя полностью во вселенную кочевников Tinariwen». Лирика альбома отражает недавние трудности группы в попытке вернуться на родину, их путешествие по Западной Сахаре и Мавритании, а также их опыт в качестве маловероятного международного гастрольного актёра.

## Отзывы
| Оценки критиков | Оценки критиков |
| Источник        | Оценка          |
| --------------- | --------------- |
| AllMusic        | [ 3 ]           |
| The Guardian    | [ 4 ]           |

Альбом получил положительные отзывы критиков. AllMusic оценил альбом как «свидетельство их непреклонного духа сотрудничества, и на этом гибридном альбоме они снова нашли общий музыкальный язык, звучащий как никогда аутентично». По словам рецензента PopMatters, «никто не вкладывает душу Сахары в музыку так интимно и изобретательно, как Tinariwen, и Amadjar — это особенно хорошо отполированная жемчужина». The A.V. Club отметил, что альбом, возможно, является лучшим в карьере Tinariwen, поскольку «гулкие песни с переплетающимися (и в основном акустическими) гитарами собираются вместе с привлекательной медлительностью, как будто каждый элемент неуклонно пробирается из дикой местности, интересуясь шумом и готовый присоединиться к нему». The Times of London описал альбом как «звук, который кажется древним, пустым и немного пугающим». Riff Magazine оценил альбом как «самый близкий к истинной сути того, что Tinariwen представляют собой как культурная и музыкальная сила». Glide Magazine сказал, что «Amadjar пронизан истинной корневой сущностью» и «говорит о единстве и сплочённости, понимании того, что за будущее нужно бороться вместе в сообществе и гармонии».

## Список композиций
| №                   | Название                | Автор(ы)                                | Длительность |
| ------------------- | ----------------------- | --------------------------------------- | ------------ |
| 1.                  | «Tenere Maloulat»       | Ibrahim Ag Alhabib                      | 3:43         |
| 2.                  | «Zawal»                 | Abdallah Ag Alhousseyni                 | 4:04         |
| 3.                  | «Amalouna»              | Ibrahim Ag Alhabib / Noura Mint Seymali | 4:01         |
| 4.                  | «Taqkal Tarha»          | Ibrahim Ag Alhabib                      | 3:59         |
| 5.                  | «Anina»                 | Abdallah Ag Alhousseyni                 | 3:43         |
| 6.                  | «Madjam Mahilkamen»     | Alhassane Ag Touhami                    | 3:47         |
| 7.                  | «Takount»               | Abdallah Ag Alhousseyni                 | 3:11         |
| 8.                  | «Iklam Dglour»          | Ibrahim Ag Alhabib                      | 4:35         |
| 9.                  | «Kel Tinawen»           | Ibrahim Ag Alhabib                      | 3:57         |
| 10.                 | «Itous Ohar»            | Ibrahim Ag Alhabib                      | 4:19         |
| 11.                 | «Mhadjar Yassouf Idjan» | Ibrahim Ag Alhabib                      | 4:22         |
| 12.                 | «Wartilla»              | Abdallah Ag Alhousseyni                 | 5:36         |
| 13.                 | «Lalla»                 | Abdallah Ag Alhousseyni                 | 4:56         |
| Общая длительность: | Общая длительность:     | Общая длительность:                     | 54:13        |

## Персонал
Вся информация взята из примечаний к альбому.
- Ибрагим Аг Альхабиб — ведущий вокал и ведущая гитара (треки 1, 3, 4, 8, 9, 10, 11)
- Абдаллах Аг Альхусейни — вокал и лид-гитара (треки 2, 5, 7, 12, 13), бэк-вокал (все треки)
- Альхассан Аг Тухами — ведущий вокал и ведущая гитара (трек 6), бэк-вокал (все треки)
- Eyadou Ag Leche — бас (все треки), гитара (треки 4, 9), бэк-вокал (все треки)
- Элага Аг Хамид — гитара (все треки), бэк-вокал (все треки)
- Саид Аг Айад — перкуссия (все треки), бэк-вокал (все треки), гитара (треки 6, 9)
- Нура Минт Сеймали — лид-вокал (трек 3), ардин (треки 2, 3, 7), бэк-вокал (трек 7)
- Амар Чауи — перкуссия (все треки)
- Лала, Айча — бэк-вокал (треки 1, 4, 5, 6, 9, 10, 11)
- Родольф Бургер — гитара (трек 8)
- Уоррен Эллис — скрипичные петли (треки 1, 2, 8, 11, 12)
- Кас МакКомбс — гитара (треки 9, 10), бэк-вокал (трек 9)
- Мика Нельсон — чаранго, мандолина (трек 4)
- Стивен О’Мэлли — гитара (треки 3, 10, 12)
- Jeiche Ould Chighaly — гитара (трек 2)

## Чарты
| Чарт (2019)                 | Высшая позиция |
| --------------------------- | -------------- |
| Бельгия/Фландрия (Ultratop) | 74             |